# Deal, Alba
Deal (în maghiară Dál, în germană Daal, Dallen, Dollen, Dallendorf, Thal) este un sat în comuna Câlnic din județul Alba, Transilvania, România.

## Personalități
- Vasile Oltean (n. 1948), filolog, muzeograf, profesor, teolog român, director al Muzeului „Prima școală românească” din Brașov.

## Imagini

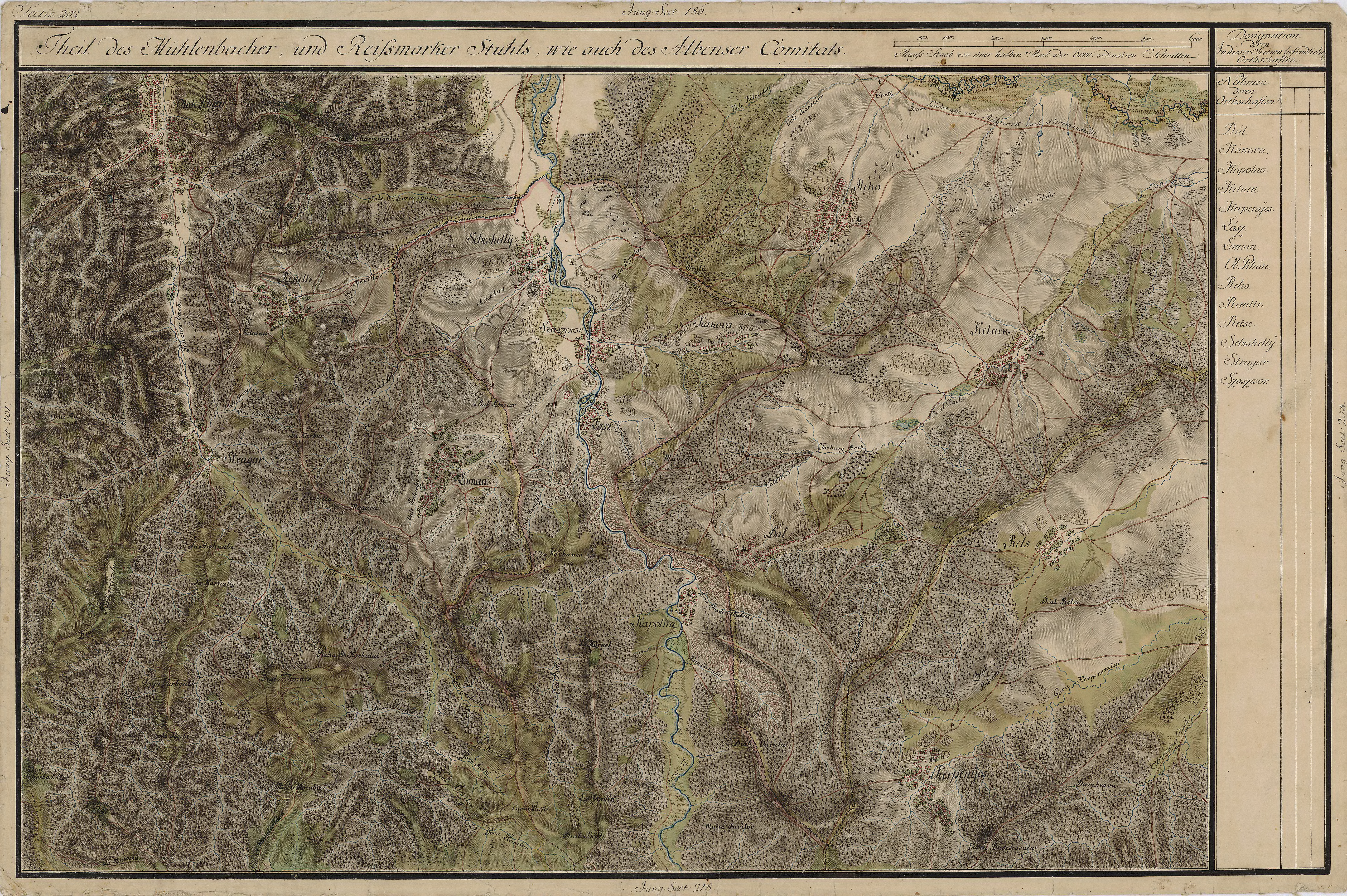
Deal în Harta Iosefină a Transilvaniei, 1769-1773